# Metzgeria assamica
Metzgeria assamica là một loài Rêu trong họ Metzgeriaceae. Loài này được S.C. Srivast. mô tả khoa học đầu tiên năm 1976.